# Семеновська (Онезький район)
Семеновська (рос. Семёновская) — присілок в Онезькому районі Архангельської області Російської Федерації.
Населення становить 2 особи. Входить до складу муніципального утворення Порозьке поселення.

## Історія
Від 2004 року входить до складу муніципального утворення Порозьке поселення.

## Населення
| 2002 | 2010 | 2012 |
| ---- | ---- | ---- |
| 8    | ↘0   | ↗2   |